# Patrick Daughters
Patrick Daughters (ur. 1976 w Berkeley) – amerykański reżyser teledysków i reklam. Podczas nauki w liceum został nagrodzony za reżyserię trzech krótkich filmów: "Unloved", "In Life We Soar" i "Any Creature". "Unloved" zdobył główną nagrodę w konkursie filmowym Nintendo Eternal Darkness w 2002. W 2003 rozpoczął reżyserię teledysków.

## Wideografia
- Yeah Yeah Yeahs – "Date with the Night" (2003)
- Yeah Yeah Yeahs – "Maps" (2003)
- The Secret Machines – "Nowhere Again" (2004)
- Kings of Leon – "The Bucket" (2004)
- Kings of Leon – "Four Kicks" (2004)
- Death Cab for Cutie – "Title and Registration" (2005)
- The Futureheads – "Hounds of Love" (2005)
- Kings of Leon – "King of the Rodeo" (2005)
- Muse – "Stockholm Syndrome" (2005)
- Feist – "Mushaboom" (2005)
- Yeah Yeah Yeahs – "Gold Lion" (2006)
- The Secret Machines – "Lightning Blue Eyes" (2006)
- Snow Patrol – "Hands Open" (2006)
- Yeah Yeah Yeahs – "Turn Into" (2006)
- The Blood Brothers – "Laser Life" (2006)
- Beck – "Nausea" (2006)
- Albert Hammond Jr. – "Back to the 101" (2006)
- The Shins – "Phantom Limb" (2006)
- Bright Eyes – "Four Winds" (2007)
- Feist – "My Moon My Man"  (2007)
- Feist – "1234"  (2007)
- Bright Eyes – "Hot Knives" (2007)
- Mika – "Big Girl (You Are Beautiful)" (2007)
- Liars – "Plaster Casts of Everything" (2007)
- Interpol – "No I in Threesome" (2007)
- Har Mar Superstar – "D.U.I." (November 2007)
- Feist – "I Feel It All"  (2008)
- Department of Eagles – "No One Does It Like You" (2008)
- Depeche Mode – "Wrong" (2009)
- Grizzly Bear – "Two Weeks" (2009)